# 陝茂
陝茂（1437年—？），本姓，字本深，湖廣荊州府公安縣人，明朝政治人物。同進士出身。

## 生平
陝茂原姓。湖廣鄉試第五十名。天順七年（1463年）因試場焚毀，癸未科會試改八月進行，陝茂中式第一百五十四名，次年甲申科殿試，中式三甲第四十四名進士。英宗不認識字，问阁臣，阁臣以“陕”对，於是英宗命即用陕字。
授官戶部主事，出知四川漢中府。四年升四川布政司參議，分守漢中道，卒於官。

## 家族
曾祖父敬先。祖父原道。父廷蘭。